# هوبير ر. هارمون
هوبير ر. هارمون (بالإنجليزية: Hubert R. Harmon) هو ضابط أمريكي، ولد في 3 أبريل 1892 في تشيستر في الولايات المتحدة، وتوفي في 22 فبراير 1957 في قاعدة لاكلاند الجوية في الولايات المتحدة.